# HTC Touch 3G
De HTC Touch 3G is een smartphone die geproduceerd is door HTC uit Taiwan.

## Specificaties
De volgende specificaties staan op de website van de fabrikant:
- Schermgrootte: 2,8 inch
- Schermresolutie: 320 x 240
- Processor: MSM7225 (528 MHz)
- ROM: 256 MB
- RAM: 192 MB
- Wifi (802.11b/g)
- Bluetooth 2.0 + EDR & A2DP
- Camera: 3,2 megapixel
- Mini USB (HTC ExtUSB)
- Extern geheugen: microSD-slot
- Besturingssysteem: Windows Mobile 6.1 Professional
- Batterij: 1100 mAh
- Gesprekstijd: 360-400 minuten
- Standbytijd: 365-450 uren

microSD slot (SD 2.0-compatibel)
- Grootte: 102 x 53,6 x 14,5 mm
- Gewicht: 96 gram